# ألبرت راسيل (مخرج أفلام)
ألبرت راسيل (بالإنجليزية: Albert Russell)‏ (و. 1890 – 1929 م) هو مخرج أفلام، وممثل، وكاتب سيناريو أمريكي، ولد في نيويورك، توفي في لوس أنجلوس، عن عمر يناهز 39 عاماً، بسبب ذات الرئة.

## وصلات خارجية
- ألبرت راسيل على موقع IMDb (الإنجليزية)
- ألبرت راسيل على موقع أول موفي (الإنجليزية)
- ألبرت راسيل على موقع كينوبويسك (الروسية)